# Hubošovce
Hubošovce é um município da Eslováquia, situado no distrito de Sabinov, na região de Prešov. Tem 5,82 km² de área e sua população em 2018 foi estimada em 532 habitantes.

## Demografia
| Ano:        | 1994 | 2004   | 2014    | 2024   |
| ----------- | ---- | ------ | ------- | ------ |
| Broj ljudi: | 409  | 421    | 512     | 535    |
| Razlika:    |      | +2,93% | +21,61% | +4,49% |

| Ano:               | 2023 | 2024   |
| ------------------ | ---- | ------ |
| Número de pessoas: | 523  | 535    |
| Diferença:         |      | +2,29% |